# 楚格貝格山
47°8′32″N 8°32′28″E / 47.14222°N 8.54111°E

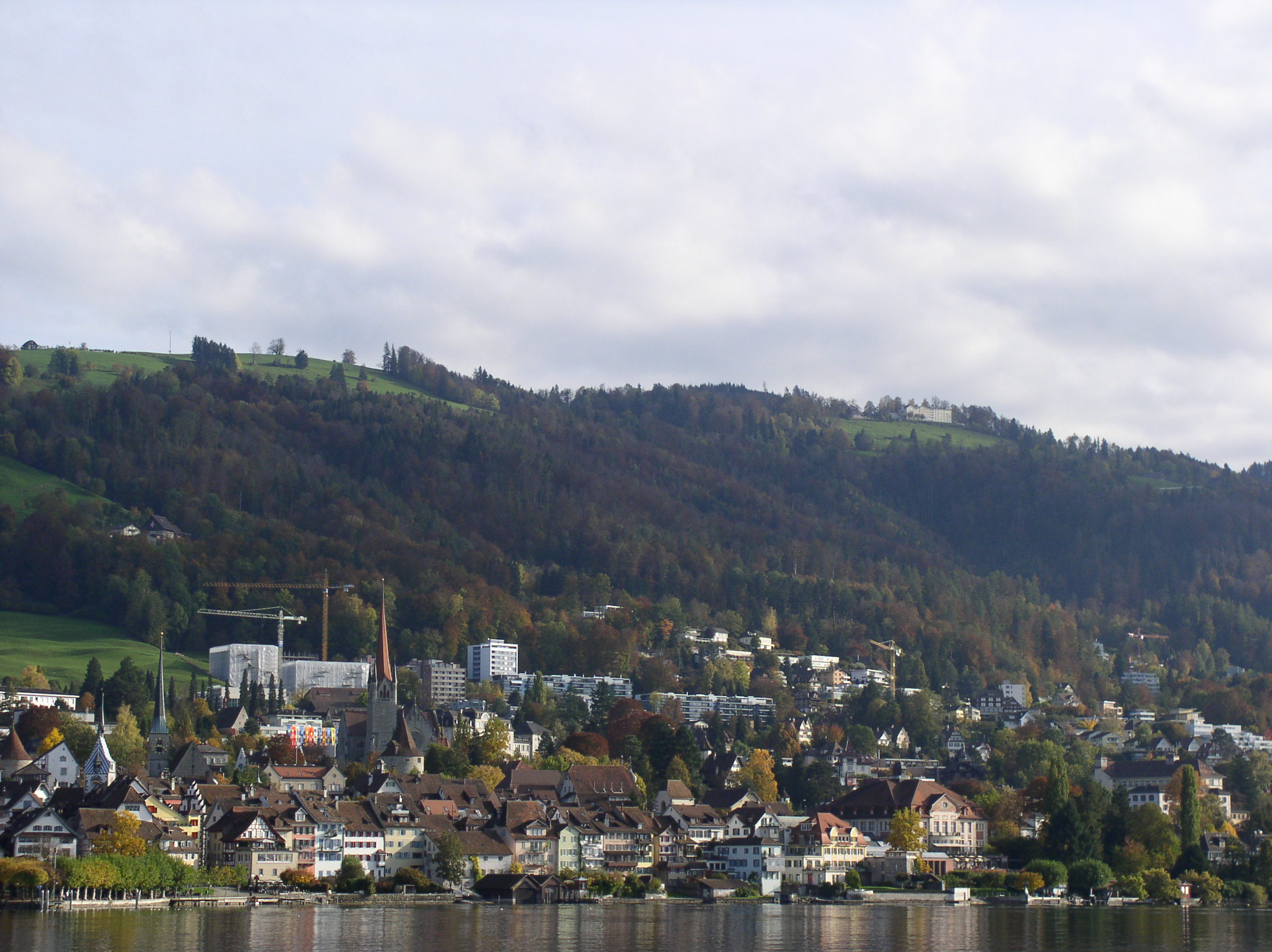

楚格貝格山（Zugerberg），是瑞士的山峰，位於該國中部，由楚格州負責管轄，屬於施維茨阿爾卑斯山脈的一部分，海拔高度1,039米，每年平均降雨量1,869毫米。